# Piedmont Blues
Der Piedmont Blues ist einer der drei regionaltypischen Stile des Country Blues. Er entstand an der Ostküste der USA, gegen Ende der 1920er Jahre wurde er dann in Aufnahmen dokumentiert. Historisch blieb er von geringerem Einfluss als Delta Blues und Texas Blues.

## Geschichte
Das hügelige Küstengebiet Piedmont an der Ostküste der USA (ungefähr von Richmond, Virginia bis Atlanta, Georgia) stellt das Zentrum des Stils dar. Einzelne Musiker des Piedmont Blues stammen aber auch aus Maryland, Delaware, West Virginia, Pennsylvania und Florida.
Der Piedmont Blues blieb stets älteren volksmusikalischen Wurzeln stark verbunden, insbesondere auch dem Ragtime. Sein bedeutendster Vertreter war Blind Blake, er gilt neben Blind Lemon Jefferson aus Texas als erfolgreichster Country Blues-Musiker der 1920er Jahre. Zahlreiche bekannte Interpreten stammten aus Atlanta, wo sich eine Tradition des Spiels 12-saitiger Gitarren entwickelt hatte, so bei Barbecue Bob, Charley Lincoln, Curley Weaver, Peg Leg Howell und Blind Willie McTell.

## Typische Vertreter
- Blind Blake
- Bumble Bee Slim
- Reverend Gary Davis
- Blind Boy Fuller
- Lonnie Johnson
- Furry Lewis
- Brownie McGhee
- Blind Willie McTell
- Sonny Terry
- Curley Weaver
- Peg Leg Howell
- Barbecue Bob
- Laughing Charley Lincoln
- Eddie Mapp
- Josh White
- Ruth Willis
- The Georgia Cotton Pickers
- Buddy Moss